# David Renklint
David Christian Renklint, född 11 januari 1985 i Upplands Väsby, Stockholms län, är en svensk författare, religionsvetare och lärare. Hans böcker rör sig ofta inom skräck och fantasy, men de senare släppen Huggormars högland och Döparen hör mer till genrerna deckare och thriller, framför allt subgenren psykologisk thriller. Han bodde i Dalarna från tidig barndom fram till 2022 då han flyttade till Skarpnäck, Stockholm.

### Barn- och ungdomsböcker
- 2020 – Blixtbarn, B. Wahlströms.[2]
- 2021 – Blixtregn, B. Wahlströms.[3]
- 2021 – Kraften vaknar, Nypon förlag.[4]
- 2021 – Spindelhuset, B. Wahlströms.[5]
- 2022 – Vittring, Nypon förlag.[6]
- 2022 – Järnhanden, B. Wahlströms.[7]
- 2022 – Stulet blod, Nypon förlag.[8]
- 2022 – Jonas rum, Bonnier Carlsen.[9]
- 2022 – Stenhjärtat, B. Wahlströms.[10]
- 2023 – Träsvärdet, B. Wahlströms.[11]
- 2024 – Nattmaror 1: Farväl, Lind & Co.
- 2024 – Nattmaror 2: Yxan, Lind & Co.

### Vuxenböcker
- 2018 – Det går en liten ängel, Miramir.[12]
- 2019 – Järvflickan, Miramir.[13]
- 2021 – Jag dödar en, Swedish Zombie.[14]
- 2023 – Pissråtta, Swedish Zombie.[15]
- 2023 – Huggormars högland, Doppelgänger.[16]
- 2024 – Döparen, Polaris.
- 2024 – Vårvindar friska, Polaris.

## Priser och utmärkelser
- 2023, Järnhanden nominerad till Bollnäsbarnens bokpris.[17]
- 2024, Nattmaror 1: Farväl tilldelad Bollnäsbarnens bokpris.[18]